# Anagogia
Anagogia era una festividad helénica durante la cual los habitantes de la ciudad de Erice despedían a la diosa Afrodita en su viaje a Libia. Cuenta la leyenda que las palomas (símbolos del amor duradero) seguían al barco que transportaba a la diosa y regresaban con él meses después. 
El término anagogia se usa en español como sinónimo de partida o despedida, aunque en otras lenguas posee una connotación más mística y religiosa. Richard Wagner usaba el término para referirse a los pasajes más espirituales de sus obras.